# Kuurne-Bruxelles-Kuurne 2016
La Kuurne-Bruxelles-Kuurne 2016, sessantanovesima edizione della corsa, valida come prova dell'UCI Europe Tour 2016 categoria 1.HC, fu disputata il 28 febbraio 2016 su un percorso di 200,7 km. Fu vinta dal belga Jasper Stuyven, al traguardo in 4h53'50" alla media di 40,98 km/h, staccandosi a 17 km dall'arrivo dal gruppo di cui faceva parte.

## Percorso
Cambia leggermente il percorso della Kuurne-Bruxelles-Kuurne 2016 rispetto all'anno precedente. Infatti il tracciato passa da 193 a 200 chilometri con i muri da affrontare che saranno 11 e non più 9. Nonostante ciò rimane molto simile il percorso rispetto al passato per caratteristiche con il primo muro che sarà l'Edelaremberg (4,5% di pendenza media) dopo 29 chilometri. La corsa vera e propria però si infiammerà fra il chilometro 83 e il 150 visto che in quei 70 chilometri sono concentrati tutti i muri più importanti con il Kanarieberg, il Kruisberg, da affrontare per due volte, e l'Oude Kwaremont come muri storici. L'ultima difficoltà sarà però a 50 chilometri dal traguardo con il Nokereberg, lungo solo 350 metri, prima di un lungo tratto in pianura che riporterà i corridori a Kuurne.

## Squadre partecipanti
| N.      | Cod. | Squadra             |
| ------- | ---- | ------------------- |
| 1-8     | TNK  | Tinkoff             |
| 11-18   | SKY  | Team Sky            |
| 21-28   | LTS  | Lotto-Soudal        |
| 31-38   | KAT  | Team Katusha        |
| 41-48   | EQS  | Etixx-Quick Step    |
| 51-58   | IAM  | IAM Cycling         |
| 61-68   | FDJ  | FDJ                 |
| 71-78   | OGE  | Orica-GreenEDGE     |
| 81-88   | BMC  | BMC Racing Team     |
| 91-98   | ALM  | AG2R La Mondiale    |
| 101-108 | TLJ  | Team Lotto NL-Jumbo |
| 111-118 | TFS  | Trek-Segafredo      |
| 121-128 | TGA  | Team Giant-Alpecin  |

| N.      | Cod. | Squadra                     |
| ------- | ---- | --------------------------- |
| 131-138 | STH  | Southeast-Venezuela         |
| 141-148 | BOA  | Bora-Argon 18               |
| 151-158 | WGG  | Wanty-Groupe Gobert         |
| 161-168 | FVC  | Fortuneo-Vital Concept      |
| 171-178 | TVB  | Topsport Vlaanderen-Baloise |
| 181-188 | COF  | Cofidis, Solutions Crédits  |
| 191-198 | DEN  | Direct Énergie              |
| 201-208 | NIP  | Nippo-Vini Fantini          |
| 211-218 | ROP  | Roompot Oranje Peloton      |
| 221-228 | ONE  | ONE Pro Cycling             |
| 231-238 | CRV  | Crelan-Vastgoedservice      |
| 241-248 | MMM  | Team 3M                     |

## Ordine d'arrivo (Top 10)
| Pos. | Corridore          | Squadra  | Tempo    |
| ---- | ------------------ | -------- | -------- |
| 1    | Jasper Stuyven     | Trek     | 4h53'50" |
| 2    | Alexander Kristoff | Katusha  | a 17"    |
| 3    | Nacer Bouhanni     | Cofidis  | s.t.     |
| 4    | Dylan Groenewegen  | Lotto NL | s.t.     |
| 5    | Łukasz Wiśniowski  | Etixx    | s.t.     |
| 6    | Niccolò Bonifazio  | Trek     | s.t.     |
| 7    | Peter Sagan        | Tinkoff  | s.t.     |
| 8    | Edward Theuns      | Trek     | s.t.     |
| 9    | J. Van Genechten   | IAM      | s.t.     |
| 10   | Scott Thwaites     | Bora     | s.t.     |